# Valeriana collina
Valeriana collina är en kaprifolväxtart som beskrevs av Carl Karl Friedrich Wilhelm Wallroth. Valeriana collina ingår i släktet vänderötter, och familjen kaprifolväxter. Inga underarter finns listade i Catalogue of Life.